# Loi sur la liberté de conscience et le statut juridique des Églises (Hongrie)
Lire en ligne

lire en ligne sur le site du Magyar Közlöny (Journal Officiel)

La Loi sur la liberté de conscience et le statut juridique des Églises, dans son intitulé long la Loi CCVI de 2011 sur le Droit à la liberté de conscience et de religion, ainsi que le statut juridique des Églises, des confessions religieuses et des communautés religieuses (en hongrois : 2011. évi CCVI. törvény A lelkiismereti és vallásszabadság jogáról, valamint az egyházak, vallásfelekezetek és vallási közösségek jogállásáról) est une loi organique hongroise portant sur la liberté de culte et de conscience, établissant par ailleurs la liste des Églises, communautés et mouvements religieux reconnus officiellement par l'État hongrois. Elle marque un tournant juridique majeur dans le rapport entre l'État et les organisations religieuses, en rupture avec la législation héritée du régime communiste et retrouvant ainsi le système en vigueur jusqu'en 1947, caractérisé par une fiscalité et une politique de subventionnement hiérarchisées. L'adoption de cette loi a soulevé une polémique importante en Hongrie pour son caractère très conservateur. 

## Processus législatif

### La première loi et son annulation par la Cour constitutionnelle
La loi C de l'année 2011 est déposée le 14 juin 2011 par quatre députés du Parti populaire démocrate-chrétien (KDNP). Le débat parlementaire a lieu les 23 juin, 28 juin et 11 juillet et le vote a lieu le 12 juillet. Le président de la République hongroise Pál Schmitt la signe le 18 juillet et elle est publiée dans le Magyar Közlöny (Journal Officiel hongrois) le 19.
Le 19 décembre 2011, la Cour constitutionnelle annule l'ensemble de la loi car elle « est anticonstitutionnelle à cause d'une invalidité de droit public ». Dans son communiqué , elle précise que « plusieurs motions - de personnes privées, de personnes morales ainsi que d'Églises - sont parvenues à la Cour constitutionnelle pour lui demander d'établir l'anticonstitutionnalité » de la loi, affirmant qu'elle violerait entre autres « le droit à la liberté de religion, le principe de la séparation de l'État et des Églises, le principe de l'État de droit, le droit de recours, le droit à une procédure honnête, la conformité du droit national et du droit international ». Dans les faits, la Cour constate que la procédure législative a violé une disposition du règlement de l'Assemblée « qui réglemente les conditions de dépôt des propositions d'amendement avant le vote final ». Ayant établi qu'effectivement, un amendement modifiant substantiellement la procédure de reconnaissance des Églises (le texte initial confiait cette tâche, comme auparavant, aux tribunaux, l'amendement rendait obligatoire une majorité des deux tiers des députés) avait été déposé au dernier moment, le 11 juillet, soit la veille du vote final, la Cour juge cette « illégalité de procédure si grave » qu'elle annule l'ensemble de la loi.

### L'adoption de la deuxième loi
Le 21 décembre, János Lázár, chef du groupe parlementaire Fidesz-MPSz dépose un nouveau projet de loi organique sur les Églises reprenant l'essentiel de la loi annulée mais tentant de rendre l'ensemble plus cohérent juridiquement. Le débat a lieu le 28 décembre, le vote le 30 décembre dans l'après-midi. La loi (désormais numérotée CCVI) est signée le soir-même par le président Pál Schmitt et publiée au Magyar Közlöny le 31 décembre, juste à temps pour son entrée en vigueur au 1er janvier 2012. Il est alors en effet urgent pour le gouvernement de faire passer la nouvelle loi avant cette date afin que la Cour constitutionnelle en examine le contenu, celle-ci n'ayant désormais aucun droit d'examen des lois promulguées avant ce jour. À noter qu'à la suite de cette annulation, le gouvernement avait fait modifier par les députés le règlement de l'Assemblée afin que tout amendement soit légal jusqu'au vote final.

## Contenu

### Préambule
La Loi CCVI de 2011 remplace la Loi IV de 1990 dont le préambule indiquait que les « Églises, confessions et communautés religieuses de Hongrie sont des facteurs sociaux d'une importance éminente, porteurs de valeurs et créateurs de cohésion », qu'à côté de leurs activités dans le domaine spirituel, elles remplissaient un rôle significatif dans la vie du pays par leurs activités culturelles, d'éducation et d'enseignement, sociales et sanitaires. La loi avait alors pour objectif de rendre effective la liberté de conscience et de religion selon un principe de tolérance en totale rupture avec le comportement du régime communiste plutôt hostile aux organisations religieuses. La loi de 1990 se contentait de garantir l'indépendance des Églises et d'offrir un cadre fixant leurs relations avec l'État.
La Loi de 2011 s'inscrit dans la continuité de celle de 1990 mais renforce l'étendue des activités non cultuelles, dans une logique d'encadrement très fort de la vie sociale et de l'éducation, à savoir par l'enseignement supérieur, les activités caritatives, de protection de la famille, de l'enfance et de la jeunesse, de protection de l'environnement mais également les associations sportives. Si le préambule reconnait le caractère impératif et l'exigence constitutionnelle d'un fonctionnement séparé de l'État et des Églises, c'est pour insister sur des relations privilégiées au nom d'une « collaboration mutuellement avantageuse ». 
Cette relation privilégiée est symboliquement renforcée par la reconnaissance du rôle éminent des mouvements religieux dans la genèse de la Hongrie. De fait, la loi fait des Églises hongroises un élément déterminant d'unité nationale avec les Magyars d'outre-frontières vivant en Roumanie, Slovaquie, Serbie, Autriche, Croatie, Slovénie et Ukraine. 
Pour autant, la loi s'inscrit en considération de la Déclaration universelle des droits de l'homme, de la Convention sur la défense des droits de l'homme et des libertés fondamentales ainsi que des documents internationaux dont la formulation concerne le droit fondamental de l'homme à la liberté de conscience et de religion, ainsi que de ce que, selon l'article 17 du traité sur le fonctionnement de l'Union Européenne qui stipule que l'Union Européenne respecte le statut existant  des églises et associations ou communautés religieuses dans les États-membres en concordance avec ce qui figure dans la Loi fondamentale et en poursuivant la tradition incarnée par les lois garantissant la liberté de religion, particulièrement la loi IV de l'année 1990 sur la liberté de conscience et de religion ainsi que les Églises.

### Le droit à la liberté de conscience et de religion
Le chapitre est calqué sur le chapitre du même nom de la loi de 1990 mais le modifie sur certains points. Ainsi, l'article 1 sur la liberté de conscience et de religion indique sobrement que la Hongrie reconnait la liberté de conscience et de religion alors que la loi de 1990 précisait que celle-ci était une liberté publique fondamentale de l'être humain à laquelle chacun a droit et dont la République garantissait l'« exercice paisible ». La liberté de choisir ou d'adopter une religion ou une autre conviction de conscience et d'en changer est maintenue, ainsi que le droit de manifester ses convictions et de les professer. Est conservée également la liberté de manifester sa religion ou autre conviction sous la forme d'activités religieuses ou d'une autre façon, individuellement ou collectivement, dans l'espace privé ou dans l'espace public. Le prosélytisme, y compris sous la forme de l'enseignement est protégé, tout comme le droit de ne pas manifester d'attache religieuse ou quelconque croyance. 
L'article 2 défend la liberté de conscience et de religion des usagers des organismes tels que les établissements d'enseignement, de santé, sociales, de protection de la famille, de l'enfance et de la jeunesse ainsi que des prisonniers.Les personnes qui exécutent un service auprès des organismes de défense de l'ordre et de défense nationale peuvent également exercer librement au cours de l'accomplissement de leur service leur droit à la liberté de conscience et de religion.
L'article 3 reconnait aux parents de l'enfant ou à son tuteur le droit de décider jusqu'à sa majorité de son éducation morale et religieuse, de son enseignement religieux, et d'y veiller en conséquence. Les discriminations fondées sur la religion ou les convictions philosophiques sont quant à elles strictement proscrites par l'article 4. Dans le même esprit, l'article 5 interdise aux pouvoirs publics et dépositaires de l'autorité de l'État de collecter des données et ainsi de tenir un registre portant sur les appartenances religieuses de la population, en relation avec le droit à la liberté de conscience et de religion. Au cours du recensement, l'information sur l'appartenance religieuse ne peut être demandée que si elle a un caractère non-obligatoire et de façon à ne pas permettre l'identification.
La différence la plus significative concernant la loi de 1990 est l'abrogation du droit de fonder une nouvelle Église ou communauté religieuse par ceux qui suivent les mêmes dogmes dans le but d'exercer leur culte.

### Le statut juridique des églises, confessions religieuses et communités religieuses
Ce chapitre est presque entièrement nouveau puisqu'il précise, d'une manière assez confuse, le nouveau système juridique s'appliquant désormais aux confessions religieuses. Alors que, depuis 1990, il suffisait que 100 personnes se déclarent appartenir à une même communauté spirituelle auprès d'un tribunal pour créer une Église, les conditions sont désormais bien plus difficiles et à la discrétion du ministre chargé des cultes. Les Églises désormais reconnues officielles sont désignées comme tel après un vote de l'Országgyűlés sur proposition du gouvernement. La loi crée en outre une autonomie juridique particulière pour deux nouvelles catégories : les « établissements d'Église » et les « personnes d'Église ».

#### L'activité religieuse
L'article 6 définit ce qu'est une activité religieuse en posant le principe d'une référence à une idéologie tendant au surnaturel, organisée par des dogmes érigés en système, dont les principes tendent à expliquer l'ensemble du réel, et qui embrasse également l'ensemble de la personnalité humaine avec des exigences de comportement individuel ne portant pas atteinte à la morale et à la dignité humaine. Cet article précise également qu'à cette fin, les Églises ne doivent pas poursuivre d'objectifs politiques, ne pas s'adonner à des activités psychologiques, parapsychologique ou médicales et encore moins remplir un rôle économique ou entrepreneurial. Elles peuvent par contre déborder la seule activité cultuelle pour investir les champs de l'éducation, de l'enseignement secondaire et supérieur, des aides socio-sanitaires, caritatives, de protection de la famille, de l'enfance et de la jeunesse mais également encadrer des activités culturelles, sportives ainsi que de protection de la faune, de l'environnement et de la nature.

#### Les Églises
Selon l'article 7, est considérée comme une Église toute « entité autonome composée de personnes physiques professant les mêmes dogmes, organisé en collectivité, qui fonctionne prioritairement dans le but de pratiquer une activité religieuse ». Comme dans la loi de 1990, les confessions religieuses et communautés religieuses non-chrétiennes peuvent également être qualifiées ainsi. Peuvent créer ces Églises dans le but de pratiquer leur religion les personnes physiques responsables, résidant en Hongrie et professant les mêmes dogmes. Celles-ci ne peuvent pratiquer une activité religieuse que dans le cadre strict de la Loi fondamentale, dans le respect des règles de droit et de la liberté des autres communautés et de la dignité humaine. Seules les quatorze Églises figurant en annexe du texte de loi peuvent utiliser le titre d'Église.
Article 8 : relations avec l'État. Après avoir repris à peu-près le principe déjà énoncé par la loi de 1990 ("En Hongrie, l'État et les églises fonctionnent séparément"), la nouvelle loi ajoute que "l'État coopère avec les églises en vue d'objectifs collectifs" et qu'il peut "conclure des accords avec elles" "en vue de garantir le fonctionnement des églises disposant d'un appui social d'une importance éminente, gardiennes de valeurs historiques et culturelles" et entretenant des établissements d'intérêt public ("d'éducation, d'enseignement, d'enseignement supérieur, sanitaires, caritatifs, sociaux, de protection de la famille, de l'enfance et de la jeunesse ainsi que culturels et sportifs"). Ce qui semble désigner prioritairement les églises dites "historiques": l'Église catholique hongroise et les églises grecques-catholiques qui lui sont associées, l'Église réformée de Hongrie, l'Église évangélique de Hongrie. 
Article 9 : égalité de traitement. Contredisant d'abord l'article précédent, il précise, reprenant une expression de la loi de 1990 (mais en mettant les "obligations" avant les "droits"): "Les églises sont soumises aux mêmes obligations et jouissent des mêmes droits". Avant d'expliquer de manière assez floue que "l'État peut tenir compte du rôle social effectif des églises, des activités d'intérêt public dont elles s'acquittent lorsqu'il vote d'autres règles de droit relatives au rôle social des églises et tout au long de leurs relations".
Article 10 : contrôle et autonomie. Cet article reprend des notions figurant déjà dans la loi de 1990: "l'État ne peut faire fonctionner et ne peut créer d'entité pour diriger et contrôler les églises" et "la contrainte d'État ne peut être employée pour mettre en application les dogmes et règles internes des églises" mais ajoute "de même que les décisions prises par leurs organismes" qui ne peuvent être examinées par "les autorités d'État" et: "Une entité d'État ne peut modifier ou ne peut réexaminer une décision basée sur les règles ecclésiales internes d'une église ayant la personnalité juridique, le jugement de litiges ayant leur origine dans des statuts internes non réglementés par des règles de droit n'est pas de la compétence des entités d'État." Alors que la loi de 1990 se contentait d'indiquer: "Au cas où l'église ayant la personnalité juridique a violé la loi, le procureur entame des poursuites contre l'église ayant la personnalité juridique." Pour finir, l'article interdit aux églises de rendre publiques "les données personnelles relatives aux activités religieuses" "sans le consentement des personnes concernées".

#### La personnalité juridique d'Église
Article 11. Il tente de définir ce nouveau concept de "personnalité juridique d'église" (traduction presque littérale de "egyházi jogi személy") dont ne peuvent se targuer que les églises qui ont "obtenu d'être sujet de droit" par leur "enregistrement". Enregistrement qui est synonyme d'accès au statut d'église puis qu'il est aussitôt précisé que "le vote des deux tiers des députés est nécessaire pour qu'une association soit reconnue comme église". Sans doute pour garantir un statut spécial et une certaine autonomie juridique aux ordres religieux et abbayes catholiques (comme l'abbaye de Pannonhalma, qui ne dépend pas de la primature catholique de Hongrie) et aux églises grecques-catholiques, la loi crée également un statut d'"église ayant la personnalité juridique interne", enregistrée "à part" par "le ministre responsable des relations avec les églises" (l'Assemblée semble alors ne plus avoir son mot à dire) "sur demande de l'ensemble d'une église ou du représentant de son principal organe (...) comme entités de ces mêmes églises". 

#### Les établissements d'Église
Article 12. "Les églises ayant la personnalité juridique peuvent fonder et peuvent entretenir des établissements ayant une activité éducative, d'enseignement, d'enseignement supérieur, sanitaire, caritative, sociale, de protection de la famille, de l'enfance et de la jeunesse, ainsi que culturelle ou sportive." Les conditions d'embauche, d'emploi et de licenciement peuvent y être "alignées sur le point de vue idéologique de l'établissement d'église et nécessaires à la conservation de sa propre identité".

#### La personne d'Église
Article 13. C'est "une personne physique servant selon les règles internes d'une église et que le représentant compétent d'une église qualifie ainsi". Elle "s'acquitte de son service par un contrat de service d'église individuel, par un contrat de travail ou par un autre contrat juridique", "n'est pas tenue de communiquer à l'autorité d'État les informations qui lui ont été communiquées au cours de son service spirituel et touchant au droit des personnes" (allusion au secret de la confession) et elle bénéficie "d'une protection renforcée en matière d'infractions et de droit pénal".

### Les règles relatives à l'enregistrement des Églises
Articles 14 et 15 : les conditions pour prétendre au statut d'église. « La demande visant à l'enregistrement comme église » est déposée par « le représentant d'une association ayant une activité en partie religieuse » auprès du ministre chargé des cultes. Ce dépôt n'est possible que si cette association « s'acquitte d'une activité prioritairement religieuse », « dispose d'une profession de foi comprenant l'essentiel de son enseignement et de rites », « fonctionne en Hongrie en tant qu'association, sous une forme organisée, depuis au moins vingt ans », « a adopté des statuts, un acte de fondation, des lois internes, des règles d'organisation et de fonctionnement ou d'autres règles », « a élu ou désigné des organes de gestion et de représentation ». Ses membres doivent aussi déclarer « que l'activité de l'entité qu'ils ont fondée n'est pas contraire à la Loi fondamentale, ne contrevient pas aux règles de droit, ne viole pas non plus d'autres droits et libertés ». En plus de pièces très diverses prouvant ou certifiant tous ces points (y compris des détails, comme « la copie de l'acte certifiant le droit d'occuper le siège »), la demande doit être accompagnée du « nom d'au moins mille personnes physiques, leur résidence en Hongrie, le formulaire de signature comprenant leurs signatures » et de données personnelles sur les membres dirigeants. 
Articles 16 à 18 : la procédure d'enregistrement. S'il estime que les conditions sont remplies (sachant qu'une condition supplémentaire est ici mentionnée, le fait de ne pas avoir représenté « un risque pour la sécurité nationale »), « le ministre transmet à l'Assemblée nationale la demande visant à l'enregistrement comme église ». S'il a des doutes, il « peut faire appel à un expert pour clarifier l'établissement de la validité des conditions relatives à l'activité religieuse », expert qui ne peut faire partie des organes dirigeants d'une église existante. S'il estime que les conditions ne sont pas remplies, le ministre « refuse la demande d'enregistrement » et « l'Assemblée nationale ne se prononce pas » sur elle. L'entité demandeuse ne peut déposer de nouvelle demande pendant un an. Si elle est enregistrée, l'entité devenue de ce fait « église », se voit attribuer un numéro d'enregistrement. L'enregistrement des entités ayant la « personnalité juridique ecclésiale interne » se fait plus simplement et le ministre ne la contrôle « que d'un point de vue strictement formel ».

### Le fonctionnement des Églises
Articles 19 et 20 : activités et revenus. L'article 19 précise que si leur activité est "d'abord religieuse", les églises peuvent aussi avoir "une activité d'intérêt général" (pour assumer leur part "des services créateurs de valeurs dans la société") et "d'autres activités", "économiques et entrepreneuriales" ou non, "dans le but de réaliser leurs objectifs". Elles sont aussi habilitées "à créer des entreprises et des services civils et à y participer". Pour leurs "activités et établissements d'intérêt général", les églises "sont habilitées à recevoir des subventions budgétaires de même niveau que les établissements d'État ou des collectivités poursuivant une activité semblable. Dans ces établissements, les conditions de travail, en ce qui concerne le salaire, le temps de travail et le temps de repos, s'alignent sur les conditions de travail administratives." De même pour "les mesures nationales de politique salariale relatives aux employés des établissements d'État ou des collectivités" qui s'appliquent "dans les mêmes conditions aux employés" de ces établissements d'intérêt général. L'article 20, après avoir évoqué sommairement les dons ("Les recettes des églises sont d'abord composées des dons des personnes physiques, des entités ayant la personnalité juridique, des entités n'ayant pas la personnalité juridique et d'autres contributions. (...) Les églises ayant la personnalité juridique (...) peuvent collecter des dons."), détaille longuement ce qui "ne peut être qualifié d'activité économique et entrepreneuriale" (et qui peut donc être subventionné): "établissements spirituels, d'éducation, d'enseignement, d'enseignement supérieur, sanitaires, caritatifs, sociaux, de protection de la famille, de l'enfance et de la jeunesse, ainsi que culturels et sportifs" (y-compris la fourniture des matériels et services qui leur sont nécessaires), activités "de protection de l'environnement", offre de vacances aux personnes d'église, "publications nécessaires à la vie spirituelle", fabrication et vente "d'objets du culte", "exploitation partielle d'immeubles utilisés dans un but ecclésial", "gestion de cimetières", placement des recettes issues des activités "que l'on ne peut qualifier d'activités économiques et entrepreneuriales", caisses de retraite et fonds de pension des personnes d'église... Pour finir, "les églises peuvent bénéficier d'avantages fiscaux et d'autres avantages qui peuvent être regardés comme tels."
Article 21 : contrôle public. Les organismes d'État ne peuvent contrôler les "recettes à but spirituel des églises et leur emploi", c'est-à-dire la part de l'impôt sur le revenu que les contribuables peuvent affecter à une église de leur choix, "son complément budgétaire, de même que les aides pouvant occasionnellement les remplacer, ainsi que les rentes immobilières et également leurs compléments". Par contre, les "recettes provenant des subventions d'État accordées dans un but non-spirituel" doivent être rendues publiques ainsi que leur emploi et c'est la Cour des comptes d'État qui s'acquitte de ce contrôle et en fixe les règles.
Articles 22 à 25 : dispositions particulières. L'article 22 rend possible la participation des églises "à l'élaboration des lois". L'article 23 accorde "une protection renforcée en matière d'infractions et de droit pénal" aux églises, à leurs cérémonies, lieux de cultes, cimetières et "autres lieux sacrés". L'article 24 autorise les églises à assurer "en fonction des exigences des enseignants et des parents" un enseignement religieux "dans les établissements d'éducation et d'enseignement tenus par l'État et les collectivités" ainsi qu'à "poursuivre une activité spirituelle dans les établissements d'enseignement supérieur". L'établissement doit alors "garantir les conditions matérielles et un horaire ne contrevenant pas aux autres occupations scolaires obligatoires" aux enseignants fournis par les églises. Celles-ci peuvent aussi s'acquitter "de services d'aumônerie militaire, ainsi que d'aumônerie des prisons et des hôpitaux ou d'autres services". L'article 25 assure une "protection juridique renforcée" des "dénominations" utilisées par les églises, de leurs "symboles", "liturgies" et "noms utilisés couramment". D'autre part, les personnes d'église doivent faire apparaitre "d'une manière bien visible" le nom de leur église lorsqu'elles s'acquittent "d'un service ou d'un emploi" dirigé vers des personnes non membres de leur église.

### La fermeture des églises
Articles 26 à 30. la loi envisage deux cas de fermeture d'églises enregistrées : avec ayants droit (« en cas d'union (fusion, regroupement) avec une autre église ») et sans ayants droit. Dans ce dernier cas, « le ministre transmet à l'Assemblée nationale la proposition relative à la fermeture et à l'annulation de l'église » et « les biens de l'église - après satisfaction des revendications des fidèles - deviennent propriété de l'État hongrois et doivent être consacrés à une activité d'intérêt général ». Pour « les entités ayant la personnalité juridique ecclésiale interne », elles suivent le sort de leur église si celle-ci ferme sans ayant droit et si elles sont seules à fermer, « les règles internes de l'église décident de la question de leurs biens ».

### Dispositions finales
Articles 31 à 34 : dispositions d'habilitation. Jusqu'au 31 décembre 2011 (dernier jour avant l'entrée en vigueur de la loi), le gouvernement respecte "les accords conclus avec les églises s'acquittant d'activités d'intérêt général, les réexamine et prend l'initiative de nouveaux accords si besoin est". Il peut aussi conclure « des accords avec les entités - exerçant des missions publiques - et non-qualifiées d'églises sur la base de cette présente loi ». « Le ministre enregistre dans les 30 jours les églises figurant à l'annexe de la présente loi et les entités qu'elles ont déterminé autonomes, c'est-à-dire les entités ayant la personnalité juridique ecclésiale interne », « établit un nouveau numéro d'enregistrement permettant l'identification individuelle et nationale de l'entité, l'attribue à une église, en outre l'en informe ». Il établit aussi par décret « les règles de gestion de l'enregistrement des églises ».
Article 35 : dispositions de mise en vigueur. À part les articles 31 (conclusion d'accords avec les églises enregistrées selon la nouvelle loi et avec les ex-églises qui ne sont plus enregistrées selon la même loi) et cet article 35 qui entrent en vigueur dès promulgation, tout le reste de la loi est applicable, comme la Loi fondamentale, à partir du 1er janvier 2012.
Article 36 : dispositions provisoires. "Les entités auparavant enregistrées comme églises" (c'est-à-dire toutes celles qui perdent leur statut d'église avec cette nouvelle loi) peuvent demander au ministre de transmettre "à l'Assemblée nationale leur demande d'enregistrement comme église". Si elles ne le font pas (ou si elles le font mais que « la décision quant à la poursuite de leur activité est négative »), elles « sont dissoutes sans ayants droit sur la base des dispositions de la présente loi ». Désormais simples associations, elles "doivent être considérées comme des entités civiles" et peuvent bénéficier à ce titre du pourcentage d'impôt sur le revenu attribuable par les particuliers à l'entité civile de leur choix mais doivent pour cela se mettre en conformité avec le droit des associations avant le 30 juin 2012. Si elles ont des établissements d'enseignement public, ceux-ci cesseront d'être subventionnés par l'État le 1er septembre 2012 (jour de la rentrée scolaire). 
Articles 37 et 38. L'article 37 modifie dans les mêmes termes la loi sur la Sécurité sociale de 1993 et la loi sur la protection de l'enfance de 1997. L'article 38 précise que les parties "organiques" de cette loi (et donc ne pouvant être modifiées que par un vote des deux tiers des députés) sont ses chapitres II à V et l'annexe (tableau des 14 églises enregistrées).

## Églises et communautés religieuses reconnues
La liste des quatorze Églises ou confessions religieuses officiellement reconnues et qui ont désormais seules le droit à se qualifier d'Église figure en annexe de la loi. Dans le premier projet de loi déposé initialement par les quatre députés démocrates-chrétiens, il n'y en avait que treize mais l'Assemblée de la Foi avait réussi à s'y faire ajouter au dernier moment. Selon le site Internet Index.hu, les dirigeants de l'Église réformée de Hongrie et de l'Église évangélique de Hongrie auraient écrit à János Lázár, le chef du groupe parlementaire Fidesz-MPSz, pour que la nouvelle loi reconnaisse le statut d'Église à « toutes les religions mondiales et des communautés religieuses qui ont assuré la mise en pratique de leurs enseignements et dont les services sociaux améliorent le sort collectif des plus modestes et exclus ». Cette inclusion aurait conduit à une liste plus large, d'au moins une douzaine de communautés supplémentaires dont des églises méthodistes, anglicane, l'Armée du Salut et les Krishna. C'est le Premier ministre Viktor Orbán qui aurait imposé le caractère figé de la liste actuelle :
1. l'Église catholique hongroise ;
2. l'Église réformée de Hongrie (protestants calvinistes) ;
3. l'Église évangélique de Hongrie (protestants luthériens) ;
4. la Fédération des Communautés juives de Hongrie ;
5. la Communauté israélite unie de Hongrie ;
6. la Communauté israélite orthodoxe autonome de Hongrie ;
7. l'Éparchie de Buda de l'Église orthodoxe de Serbie ;
8. l'Exarchat orthodoxe de Hongrie du Patriarcat œcuménique de Constantinople ;
9. l'Église orthodoxe bulgare de Hongrie ;
10. le Diocèse orthodoxe roumain de Hongrie ;
11. le Diocèse orthodoxe russe de Hongrie ;
12. l'Arrondissement ecclésiastique unitarien de Hongrie (Église unitarienne hongroise) ;
13. l'Église baptiste de Hongrie ;
14. et l'Assemblée de la Foi.

La nouvelle loi  ne reconnaît le statut d'Église qu'à quatorze groupes religieux, dont les groupes musulmans ne font pas partie. Cette absence de reconnaissance risque d'entraîner la fermeture de lieux de cultes de l'Islam à Budapest.
Les critères retenus pour établir cette liste sont éminemment liés à la promotion des Églises nationales hongroises d'une part et à la préservation des cultes des treize minorités nationales et ethniques officiellement reconnues par la loi hongroise.

### Ajouts après 2011 à la liste d'Églises reconnues
Depuis 2013 (loi VII de 2012 art. 1 à 3, loi CXXXIII de 2013 art. 20 § g), la liste d'Églises reconnues comprend, en plus de celles définies par la loi initiale, les Églises suivantes :
- Église méthodiste de Hongrie (Magyarországi Metodista Egyház),
- Église pentecôtiste hongroise (Magyar Pünkösdi Egyház),
- Église épiscopale anglicane « Saint Margaret » (Szent Margit Anglikán Episzkopális Egyház),
- Assemblée transylvaine (Erdélyi Gyülekezet, protestants calvinistes),
- Église adventiste du septième jour (Hetednapi Adventista Egyház),
- Église copte orthodoxe de Hongrie (Magyarországi Kopt Ortodox Egyház),
- Conseil musulman de Hongrie (Magyarországi Iszlám Tanács), formé de :
  - Communauté musulmane hongroise (Magyar Iszlám Közösség),
  - Organisation des Musulmans de Hongrie (Magyarországi Muszlimok Egyháza),
- Assemblées nazaréennes des fidèles du Christ (Krisztusban Hívő Nazarénus Gyülekezetek),
- Communauté des fidèles de Hongrie de la conscience de Krishna (Magyarországi Krisna-tudatú Hívők Közössége),
- Église libre de l'Armée du salut Hongrie (Az Üdvhadsereg Szabadegyház Magyarország),
- Église de Jésus-Christ des saints des derniers jours (Az Utolsó Napok Szentjeinek Jézus Krisztus Egyháza, mormons),
- Témoins de Jéhovah de Hongrie (Magyarországi Jehova Tanúi Egyház),
- Communautés bouddhistes, définies par la liste suivante :
  - Église bouddhiste Porte de la Doctrine (Tan Kapuja Buddhista Egyház, en anglais « Dharma Gate », bouddhisme mahāyāna),
  - Mission bouddhiste (Buddhista Misszió, bouddhisme tibétain),
  - Communauté bouddhiste Arya Maitreya Mandala de Hongrie (Magyarországi Árya Maitreya Mandala Egyházközösség),
  - Communauté bouddhiste karma-kagyu de Hongrie (Magyarországi Karma Kagyüpa Buddhista Közösség),
  - Église bouddhiste chan chinoise de Hongrie (Magyarországi Kínai Chanbuddhista Egyház),
  - Communauté bouddhiste Voie du Diamant (Gyémánt Út Buddhista Közösség)[9].